# Наґаока (Ніїґата)

37°26′12″ пн. ш. 138°50′20″ сх. д. / 37.43667° пн. ш. 138.83889° сх. д.
Наґао́ка (яп. 長岡市, ながおかし, МФА: [naga.oka ɕi̥]) — місто в Японії, в префектурі Ніїґата.

## Короткі відомості
Розташоване в центральній частині префектури, на березі Японського моря, в басейні річки Сінано. Входить до списку особливих міст Японії. Виникло на основі призамкового містечка роду Макіно, столиці автономного уділу Наґаока. Зруйноване під час громадянської і Другої світової воєн. Отримало статус міста 1 квітня 1906 року. Основою економіки є машинобудування, текстильна промисловість, хімічна промисловість, комерція. Щорічно, в серпні, в місті проходить свято салютів. Станом на 1 квітня 2009 площа міста становила 890,91 км². Станом на 1 червня 2011 населення міста становило 281 600 осіб.

## Освіта
- Наґаоцький технологічний університет